# 奧里斯卡尼號航空母艦
奧里斯卡尼號航空母艦（USS Oriskany CV-34）是一艘隸屬於美國海軍的航空母艦，為艾塞克斯級航空母艦的十七號艦，在非官方上亦是長艦體艾塞克斯級的七號艦。她是美軍第三艘以奧里斯卡尼為名的軍艦，以紀念美國獨立戰爭中的奧里斯卡尼戰役。
奧里斯卡尼號在1944年於紐約布魯克林造船廠開始建造，並在第二次世界大戰結束後兩個月下水。接著海軍延遲奧里斯卡尼號的服役時間，將之用作SCB-27A現代化改建的原型艦，使奧里斯卡尼號要到1950年才正式服役。
改建後奧里斯卡尼號在大西洋艦隊短暫服役，然後加入太平洋艦隊，參與韓戰。期間奧里斯卡尼號在1952年重編為攻擊航母，舷號改為CVA-34。韓戰後奧里斯卡尼號繼續在太平洋艦隊執勤，並在1959年作SCB-125A改建，增設斜角飛行甲板及封閉艦艏。
1965年，奧里斯卡尼號開始參與越戰，並在戰爭期間八次前往西太平洋巡航，直到1975年戰爭正式結束為止。戰爭結束後奧里斯卡尼號被重編為多用途航空母艦，舷號改回CV-34，然後到西太平洋作最後一次巡航。1976年，奧里斯卡尼號退役，開始在後備艦隊封存。
此後奧里斯卡尼號開始處於廢棄狀態。隆納·雷根當政時期，曾提議復修奧里斯卡尼號，但因成本過高而遭國會否決。1989年奧里斯卡尼號除籍，並一度出售拆解；但拆解合約在1997年因故告吹，使海軍要再次接管奧里斯卡尼號。最終海軍決定將奧里斯卡尼號鑿沉為人工魚礁。2006年，奧里斯卡尼號在彭薩科拉外海炸沉。
奧里斯卡尼號為現時世上最大型的人工魚礁；亦是繼於十字路口行動沉沒的薩拉托加號後，第二艘可透過水肺潛水抵達的航空母艦遺跡。

## 建造、首次改建與到地中海巡航
奧里斯卡尼號於1944年5月1日在紐約布魯克林造船廠開始建造，並在未完工的狀態下，於1945年10月13日下水。其時第二次世界大戰已經結束近兩個月，海軍經費開始削減；再加上海軍已有多艘在役的航空母艦，使奧里斯卡尼號成為多餘軍艦。然而，隨著噴射機年代來臨，海軍急欲為現有的艾塞克斯級進行現代化改建，使之可更有效地起降噴射機。1946年8月22日，海軍下令奧里斯卡尼號停止建造，以預備用作現代化改建的原型艦。
1947年8月8日，奧里斯卡尼號開始進行SCB-27A改建。其時奧里斯卡尼號的建造進度為85%，要布魯克林船廠倒行拆建至60%，然後重新建造。1950年6月25日，韓戰爆發，海軍經費復增，並加快奧里斯卡尼號的改建。9月25日，奧里斯卡尼號終於在海軍服役。
12月6日，奧里斯卡尼號到佛羅里達州外海考核飛行員，然後前往關塔那摩灣試航，在1952年1月11日返抵紐約檢修。4月2日，奧里斯卡尼號再到佛羅里達州考核飛行員，在5月15日離開諾福克海軍基地，到地中海巡航。接著奧里斯卡尼號先後到訪直布羅陀、巴塞羅那、尼斯、戛納、那不勒斯、的黎波里、克里特島蘇達灣、雅典、伊茲密爾、伊拉克利翁、拉斯佩齊亞及熱那亞等地，並曾在馬爾他外海與北約海軍演習，於10月4日返抵昆錫點海軍基地（Quonset Point）。11月6日至1952年5月15日，奧里斯卡尼號再進入布魯克林船廠，作最後檢修，並重建飛行甲板及艦島等設備。
1952年5月16日，奧里斯卡尼號前往諾福克搭載軍資，然後前往美國西岸。由於改建後奧里斯卡尼號無法通過巴拿馬運河，故此奧里斯卡尼號要繞道南美洲，途經關塔那摩、里約熱內盧、合恩角、瓦爾帕萊索及利馬，於7月21日抵達新母港聖地牙哥，並加入太平洋艦隊。

## 韓戰

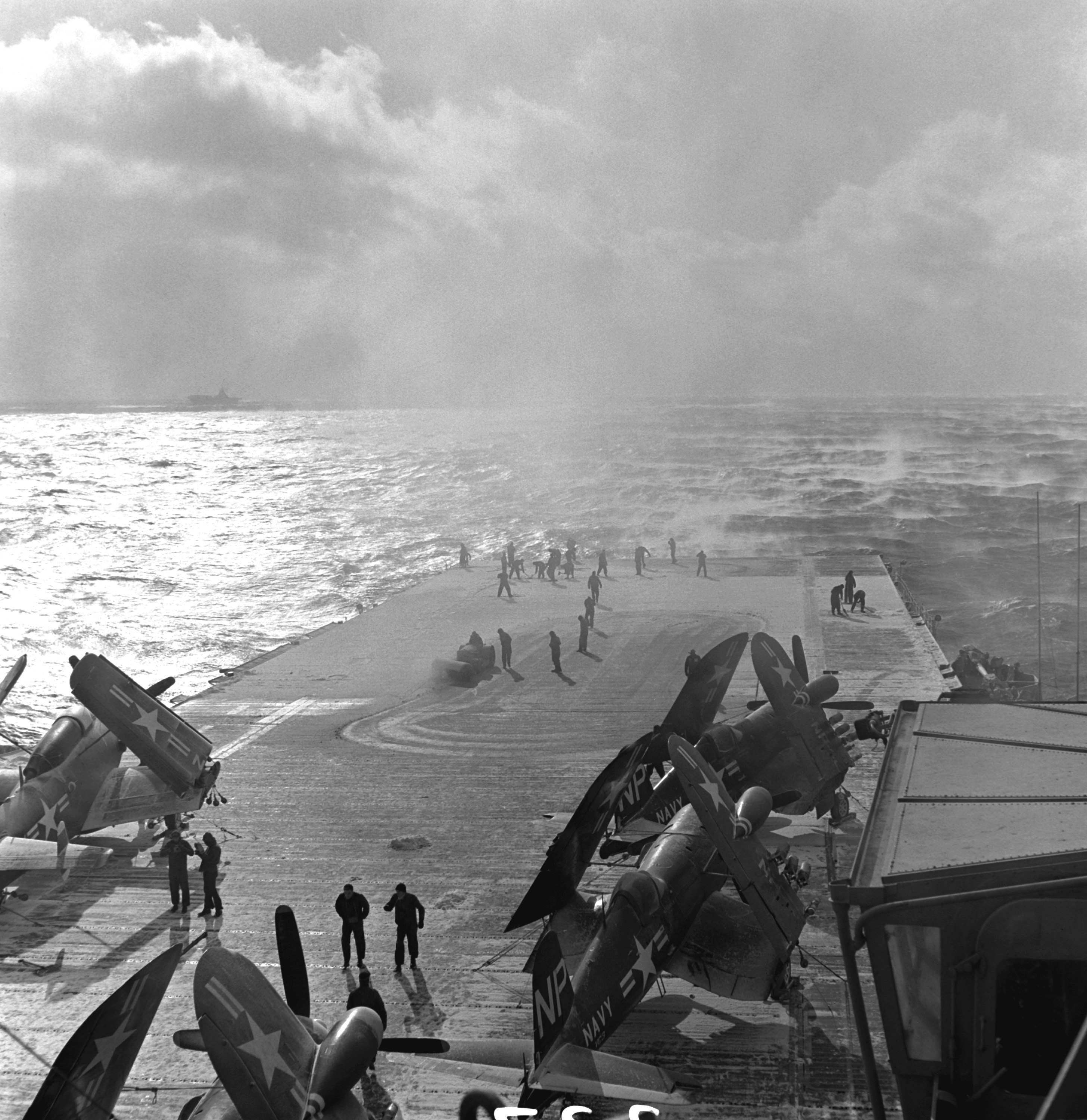
韓戰期間，奧里斯卡尼號正在朝鮮半島東海執勤。由於天氣嚴寒，艦上水兵正忙於清理前部甲板的積雪，以恢復甲板正常飛行作業；相片背景隱約可見另一艘艾塞克斯級航空母艦。攝於1953年2月10日。

1952年9月15日，奧里斯卡尼號離開聖地牙哥，前往西太平洋，參與韓戰。10月1日，正在日本海執勤的奧里斯卡尼號重編為攻擊航母，舷號改為CVA-34。28日奧里斯卡尼號與奇爾沙治號離開橫須賀，於31日與第77特遣艦隊會合。
此時艦隊主要執行切羅基攻擊（英語：Cherokee Strikes）及密接支援，支援陸上的聯合國軍部隊。奧里斯卡尼號隨即加入，開始攻擊陸軍迫擊炮射程以外的目標，同時支援地面部隊。11月17日，奧里斯卡尼號與艾塞克斯號攻擊了邊境城市清津；奇爾沙治號則攻擊了吉州。18日，奧里斯卡尼號的三架F9F，在艦隊45英里（72）外遭遇七架蘇聯的米格-15，並與之交火。奧里斯卡尼號的機隊最終擊落三架米格，並且沒有飛機被擊毀。次日奧里斯卡尼號前往橫須賀休整，在22日抵達。
12月2日，奧里斯卡尼號離開橫須賀，在4日與好人理查號等會合。9日奧里斯卡尼號空襲了惠山郡；艾塞克斯號空襲了慶源郡訓戎里（Hunyung-ri）的鐵路網及羅先市；好人理查號則空襲了茂山郡的鋼鐵廠。平日艦隊繼續作切羅基攻擊，但21日作切羅基攻擊的海軍飛機誤擊友軍，使攻擊要一度叫停，到3月才再次恢復。24日奧里斯卡尼號離開艦隊，在27日抵達橫須賀休假。
1953年1月7日，奧里斯卡尼號離開橫須賀，在10日與艦隊會合；福治谷號在不久前加入艦隊，而菲律賓海號則在31日加入。此時戰事仍處於僵持狀態，奧里斯卡尼號繼續進行密接支援及鐵路切斷行動，在2月11日前往名古屋休整，然後在日本近海訓練。
3月1日，奧里斯卡尼號再次離開橫須賀，於4日與艦隊會合。6日奧里斯卡尼號發生意外：一架F9F在降落期間，機上一枚250磅炸彈意外脫落，並在飛行甲板滾躍數次後，在艦艉升降台爆炸，造成兩死13人受傷。次日奧里斯卡尼號在海上搶修，在8日恢復作戰，繼續執行切羅基攻擊等任務，並派飛機到元山等港口執勤。29日奧里斯卡尼號離開艦隊，前往香港休假。
4月8日，奧里斯卡尼號離開香港，在11日與艦隊會合。此時艦隊任務依舊，艦隊航空母艦繼續作切羅基攻擊、切斷道鐵及空中密接支援。13日，奧里斯卡尼號與菲律賓海號一共派出119架次飛機，並配合艦炮，攻擊清津的道路網絡及工業目標。22日奧里斯卡尼號離開艦隊，途經橫須賀等港口，在5月18日返抵聖地牙哥，結束其韓戰巡航。

## 韓戰後與現代化改建
返國後奧里斯卡尼號進入船廠維修，然後留在近岸訓練。9月14日，奧里斯卡尼號再次前往西太平洋巡航。此時韓戰已經停火，奧里斯卡尼號主要在日本海、中國東海及菲律賓等地演習訓練，於1954年4月22日返抵聖地牙哥。接著奧里斯卡尼號進入三藩市海軍船廠，再作現代化改建。改建主要參考SCB-27C方案，改善了飛行甲板的降落設備，並在10月22日完成。
1955年3月2日，奧里斯卡尼號再一次前往西太平洋巡航。上一年日內瓦會議後，越南正式分裂為北越與南越，造成大量難民由北越逃往南方。奧里斯卡尼號到南中國海，參與海軍的自由之路行動，派飛機協助難民撤到南越。行動結束後，奧里斯卡尼號繼續在南中國海及日本海等地執勤，並曾到訪香港及馬尼拉等地，於9月21日返抵阿拉米達。
返國後奧里斯卡尼號如常進入船廠維修，然後留在近岸訓練。1956年2月11日，奧里斯卡尼號再次前往西太平洋巡航，於6月13日返抵阿拉米達。10月1日，奧里斯卡尼號進入三藩市海軍船廠，進行SCB-125改建，並在1957年1月2日暫時退役。增設斜角飛行甲板及封閉艦艏後，奧里斯卡尼號由拖船拖行到普吉灣海軍基地，再進入乾船塢，增設C 11-1蒸汽彈射器，然後再返回三藩市作最後階段改建。1959年3月7日，奧里斯卡尼號在三藩市船廠重新服役，並在29日正式完成改建。由於奧里斯卡尼號的改建方案較其他SCB-125艦先進，故有時亦被劃分為SCB-125A艦。

## 太平洋艦隊

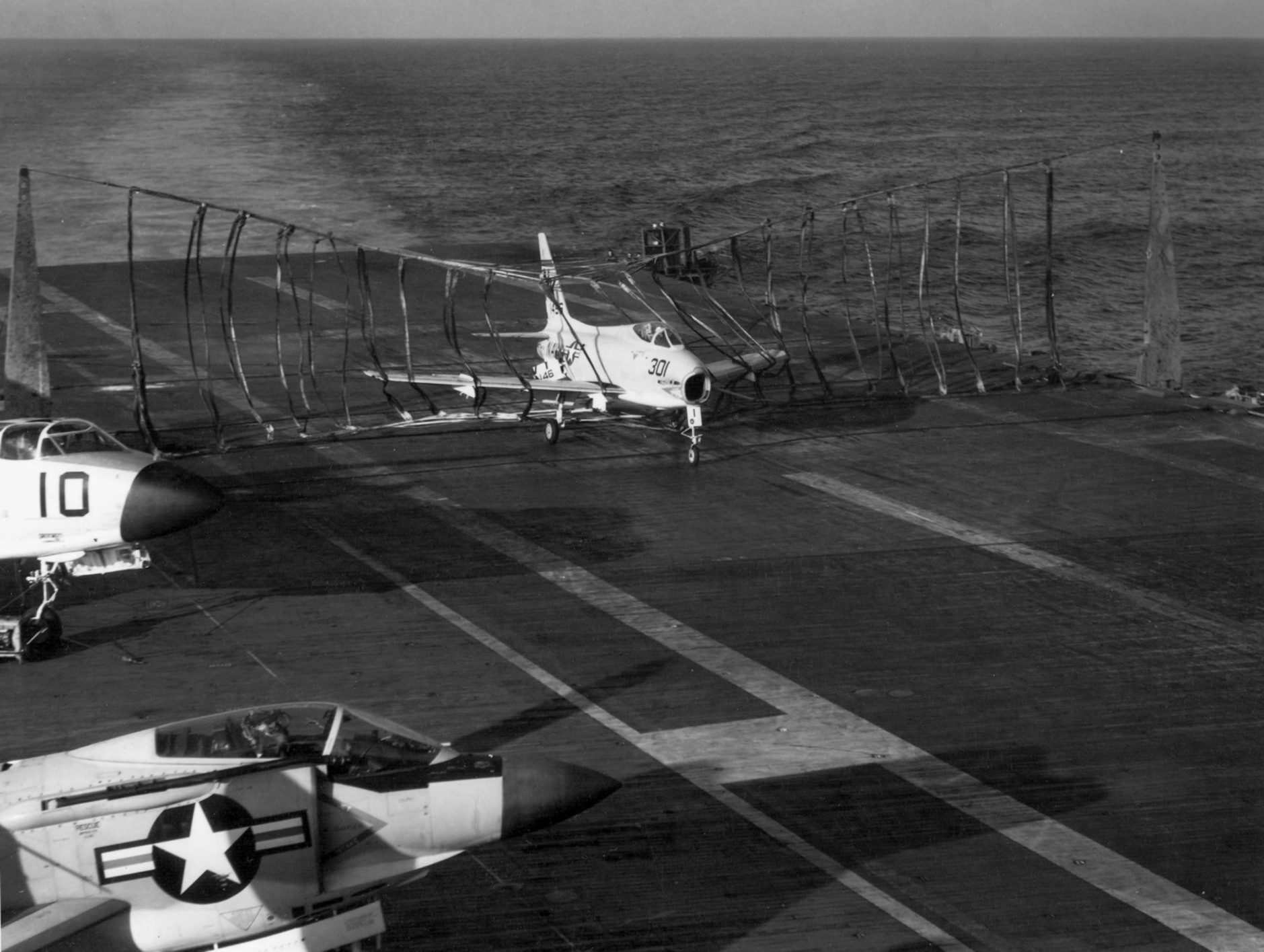
1960年11月21日，一架FJ-4B攻擊機在奧里斯卡尼號以攔截網降落。其時奧里斯卡尼號即將完成其西太平洋巡航，預備返國維修。

改建完成後奧里斯卡尼號在近海試航訓練。1960年5月14日，奧里斯卡尼號再次前往西太平洋。此時中共逐漸加緊炮擊金門，金門砲戰有愈演愈烈之勢；奧里斯卡尼號前往沖繩作嚴密演習，並在西太平洋戒備，於12月15日返抵阿拉米達。1961年3月30日，奧里斯卡尼號進入三藩市船廠維修，同時加建戰術資料系統（Naval Tactical Data System），以強化艦隻的空中指揮系統。9月9日奧里斯卡尼號完成改建，留在近岸訓練。
1962年6月7日，奧里斯卡尼號離開阿拉米達，再到西太平洋，並在日本海及中國東海等地訓練演習，於12月17日返抵阿拉米達。稍後奧里斯卡尼號安裝了電視降落輔助系統（Pilot Landing Aid Television），然後留在近岸訓練。1963年6月6日，美國總統約翰·甘迺迪曾經登艦觀察訓練。
1963年8月1日，奧里斯卡尼號再次離開阿拉米達，前往西太平洋，並先後到沖繩及菲律賓等地演習。同年8月底，美國政府與南越總統吳廷琰決裂；而吳廷琰則在11月的南越政變被捕殺。鑑於南越政局不穩，奧里斯卡尼號在11月初開始在越南外海戒備，直到月底才返回日本海執勤。1964年1月，奧里斯卡尼號再到南中國海，先往到訪香港及蘇比克灣，然後在南海訓練。3月10日奧里斯卡尼號返抵聖地牙哥。
返國後奧里斯卡尼號到普吉灣海軍基地維修，然後留在近岸訓練。1965年2月23日至3月8日，奧里斯卡尼號參與了代號銀槍行動（Operation Silver Lance）的兩棲作戰演習。

## 越戰

### 滾雷行動與反防空飛彈作戰

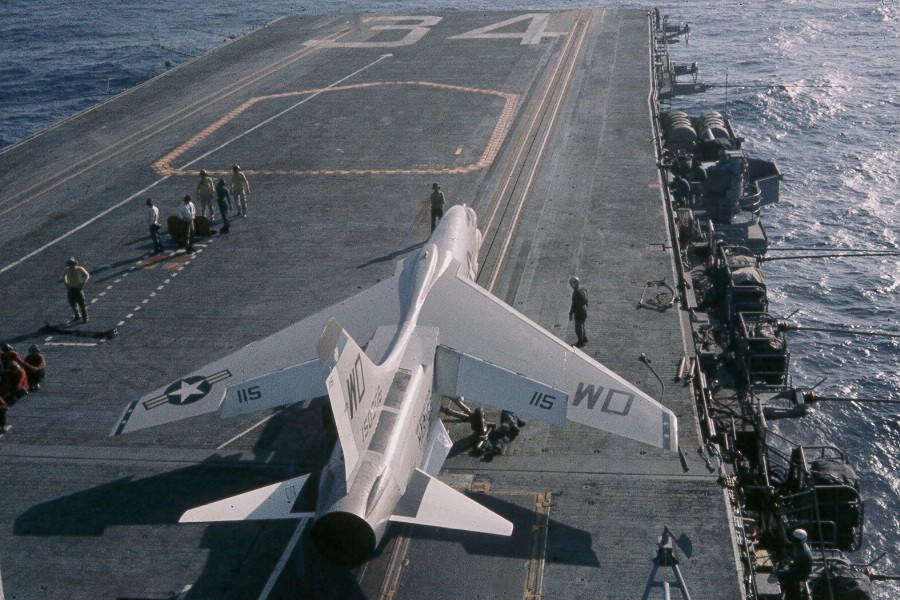
1965年，一架海軍陸戰隊的F-8E戰鬥機在奧里斯卡尼號預備起飛。其時奧里斯卡尼號正參與滾雷行動的各項轟炸，其機隊幾乎每日遭遇北越嚴密的防空炮火及飛彈，造成嚴重損傷。為此海軍安排部分陸戰隊的飛行小隊到航空母艦服役，協助其進行野鼬任務，以應對北越的防空威脅。

1965年4月5日，奧里斯卡尼號前往西太平洋，作首次越戰巡航。5月8日奧里斯卡尼號開始在南越外海執勤，並即時與中途島號及珊瑚海號等空襲潛藏南越中央高地的越共軍隊，同時為美軍及南越軍隊提供空中密接支援。由於掩護成效甚為顯著，威廉·威斯特摩蘭要求海軍在南越外海設立固定的航空母艦執勤點，直至陸軍的機場可以全面運作為止；此一執勤點亦稱為迪克西站（Dixie Station）。5月13日，美國暫時停止滾雷行動，以拉攏北越返回停戰談判，但北越未有理會。18日林登·詹森下令開始第二階段的滾雷行動，並准許空軍及海軍轟炸更多北緯20度以北的目標。31日奧里斯卡尼號離開迪西站，前往蘇比克灣休整。
6月11日，奧里斯卡尼號返回迪西站，繼續支援南方的地面部隊，並參與滾雷行動各項轟炸；這些轟炸任務包括針對老撾東北部北越遊擊隊的橫滾行動（Operation Barrel Roll），以及老撾東南部胡志明小道的鋼虎行動（Operation Steel Tiger）。與此同時，北越的空軍及防空實力繼續增強。在蘇聯及中國協助下，北越開始在河內附近興建S-75防空飛彈陣地，並運送更多戰機到北越機場；然而詹森未有准許海軍及空軍攻擊該等目標，使海空軍只能為飛機增加電子干擾設備，作被動防禦。6月17日，中途島號兩架F-4擊落了兩架米格-17，為海軍首次與米格機交戰。18日奧里斯卡尼號由迪西站轉到北面的洋基站（Yankee Station），開始派飛機轟炸北越的鐵路網絡，以切斷胡志明小道的北端路線，直到7月初才返回迪西站執勤。7月18日奧里斯卡尼號前往橫須賀休整，在24日抵達。
8月5日，奧里斯卡尼號離開日本，在10日於洋基站恢復執勤。上月底空軍一架F-4被S-75防空飛彈擊落，為美軍在越戰遭飛彈擊落的首架飛機。這使詹森終於在准許空軍攻擊河內數個指定的防空飛彈陣地，但效果卻極為惡劣。8月11日，中途島號一架A-4攻擊機遭S-75飛彈擊落，海軍隨即獲准攻擊飛彈陣地。12及13日，中途島號與珊瑚海號派飛機空襲河內的防空飛彈，卻遭防空炮擊落六架，兼且未有摧毀任何地面防空飛彈。為此海軍嘗試改良作戰戰術，並將部分陸戰隊機隊轉移到航空母艦執勤，協助干擾北越的雷達設施；此等反防空飛彈作戰逐漸演變為鐵手行動（Operation Iron Hand）。除反飛彈作戰外，奧里斯卡尼號繼續斷北越的補給線。9月8日，艦上第16航空團（CVW-16）指揮官詹姆斯·史托戴爾（James Stockdale）帶領六架飛機，在清化市東北摧毀了一隊運輸車隊；然而史托戴爾卻在次日遭北越擊落俘虜。10日奧里斯卡尼號離開越南，先前往蘇比克灣維修，然後到香港休假。
9月30日，奧里斯卡尼號恢復在越南作戰，並繼續切斷北越的補給網絡，更在10月9日一度中斷了東方大橋行車；10月17日，奧里斯卡尼號與獨立號更一同空襲了中國邊境的高速公路。當日獨立號亦摧毀了河內東北的一個防空飛彈陣地，為鐵手行動的首次成功。18日奧里斯卡尼號再次離開越南，並先後到蘇比克灣及越南休假。
10月29日，奧里斯卡尼號再開始在洋基站執勤，如常派飛機到陸上切斷北越補給線，以及攻擊防空飛彈陣地。11月5日，奧里斯卡尼號攻擊了海陽大橋，又在7日摧毀了南定省一處防空飛彈陣地。不過北越的防空火力繼續威脅美軍飛機；17日奧里斯卡尼號再次空襲海陽省的鐵路橋，一共損失了三架飛機。25日奧里斯卡尼號離開越南，先後途經蘇比克灣及珍珠港，在12月16日返抵母港聖地牙哥。是次巡航奧里斯卡尼號一共有15架飛機遭北越擊落。

### 第三及第四階段滾雷行動

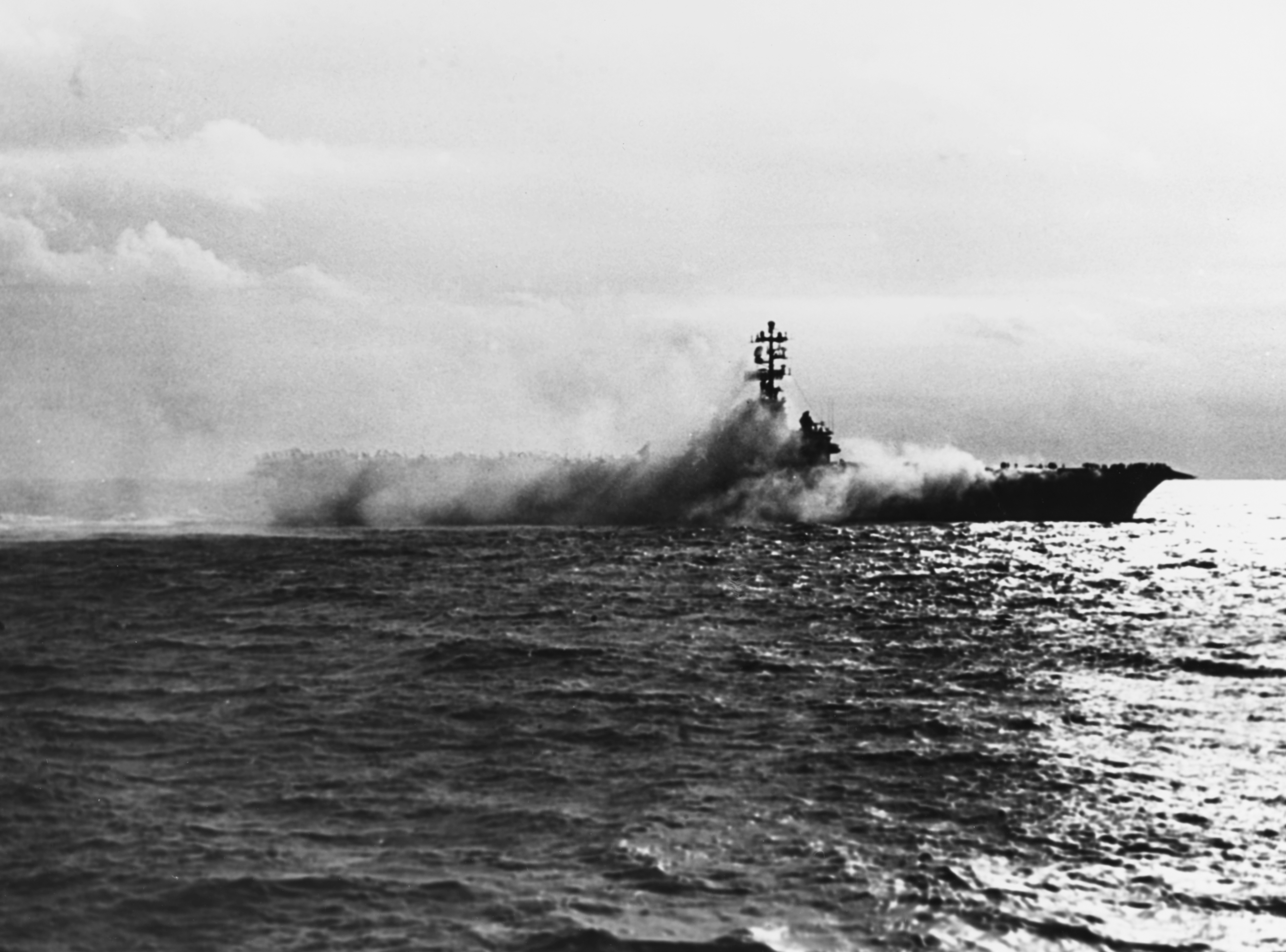
1966年10月26日，奧里斯卡尼號意外起火，艦體前方冒出滾滾濃煙。由於大火是由鎂質空投照明彈引起；鎂的燃點僅在30至40攝氏度之間，兼且可在水上燃燒，使大火難以撲滅。不過在全艦人員奮鬥之下，大火在三小時後已徹底撲滅，未有釀成更大災難。奧里斯卡尼號是美國在越戰第一艘意外起火的航空母艦，另外兩艘分別為福萊斯特號（1967年）及企業號（1969年），當中以福萊斯特號的大火造成最多傷亡。

1966年1月3日至2月28日，奧里斯卡尼號進入船廠維修，接著留在近岸訓練。5月26日，奧里斯卡尼號離開聖地牙哥，再次前往西太平洋，並先到珍珠港演習。接著奧里斯卡尼號前往日本，並曾派飛機監視三架飛近關島的蘇聯轟炸機。6月14日奧里斯卡尼號抵達橫須賀，在20日前往蘇比克灣，最終在30日開始在迪西站執勤。
日前美軍終於獲准攻擊北越東北部的工業及燃油設施，但奧里斯卡尼號先派飛機支援南越的地面部隊，到7月6日才轉到北方的洋基站，攻擊北越的工業設施。12日奧里斯卡尼號的機隊摧毀了河內北部兩座油庫，同時以AGM-45百舌烏反輻射飛彈攻擊附近的防空飛彈陣地。14日奧里斯卡尼號的機隊被米格-17埋伏，一架F-8戰鬥機被擊落，但機師最終獲救。23日奧里斯卡尼號空襲了榮市的煉油廠。29日奧里斯卡尼號前往蘇比克灣休整，在次日抵達。
8月2日，奧里斯卡尼號返回洋基站，在6日繼續作戰。稍後奧里斯卡尼號派飛機執行橫滾行動，到老撾北部作有限的對地支援及偵察，並繼續攻擊海防港口、各地的燃油設施及運油船。18日奧里斯卡尼號的機隊摧毀了北越一處大型補給點，燃油與彈藥爆炸引起的濃煙，一度上升至6,700呎高空。不過在9月5日，奧里斯卡尼號再有一架飛機被北越的米格機擊落。7日奧里斯卡尼號離開洋基站，先到蘇比克灣休整，在15日前往香港休假；期間奧里斯卡尼號曾與英國皇家海軍的勝利號在海上演習。
9月24日，奧里斯卡尼號在洋基站恢復執勤，並在27日空襲了海防。稍後奧里斯卡尼號繼續攻擊北越的燃油設施、防空飛彈陣地及補給路線，更在10月9日擊落了一架米格-21；而取得是次空戰勝利的機師，正是在7月遭米格-17擊落但獲救的中校。接著奧里斯卡尼號繼續派飛機到陸上作戰。

### 意外大火

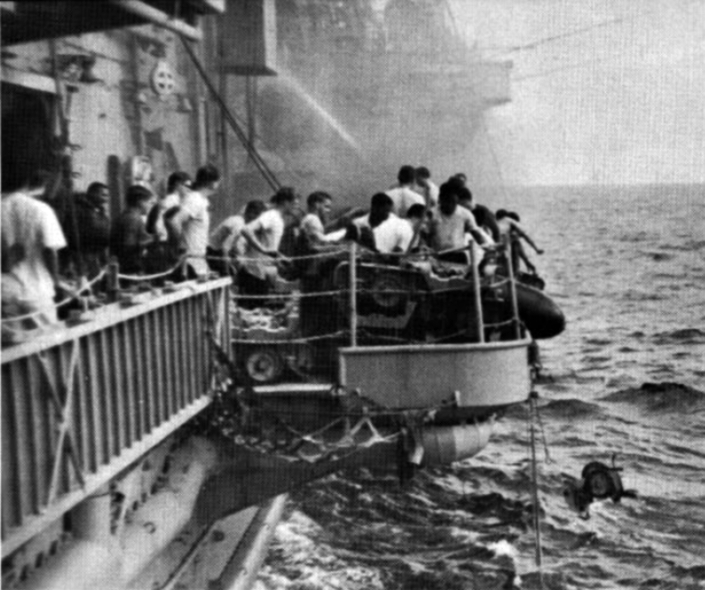
10月26日大火期間，奧里斯卡尼號的水兵正將炸彈推入大海，以免艦上武裝遇熱爆炸，造成更多損毀。事實上前部機庫已有多枚炸彈、油箱及防空彈藥遇熱引爆，令機庫彈藥橫飛，造成多人受傷。大火撲滅後奧里斯卡尼號的前部機庫幾乎徹底摧毀，艦體嚴重受損，被迫即時終止巡航，返國維修。

10月26日早上，奧里斯卡尼號開始派出飛機執勤。7時38分，正當奧里斯卡尼號預備派出更多飛機之際，兩名水兵在武器庫傳遞武器時，意外點燃了一支鎂質空投照明彈，在慌張之下將其丟進位於右舷前方的武器庫（正確程序應為丟出艦外）。照明彈隨即點燃了庫內另外700多枚的同型照明彈，引發大火。僅在數分鐘後，武器庫發生猛烈爆炸，火勢迅速蔓延至整個前部機庫，更一度迫近彈射器的液態氧儲存庫；而濃煙則佈滿附近所有人員通道，使多人在艙房被困，甚至窒息。
奧里斯卡尼號立刻終止飛行作業，並總動員滅火。艦上的自動滅火系統已即時啟動；而水兵則從艦艉調動更多滅火喉；又將機庫的炸彈等易燃武裝推入大海。不過，由於鎂的燃點僅在30至40攝氏度之間，且可在水中燃燒，使滅火極為困難。不久，大火及高溫開始點燃防空炮的彈藥，以及部分武器庫的炸彈，引發連串爆炸；而滅火用水又向下層甲板流動，使多條通道水浸及停電，令更多人員被困。艦上水兵在濃煙、高熱及子彈橫飛的機庫繼續滅火；又逐一搜索前部各層甲板的艙房；並將傷兵抬到飛行甲板，由直升機轉移到星座號治理。
在艦上人員的奮鬥下，大火在燃燒三小時後撲滅。是次意外一共造成44人死亡，38人受傷；死亡人數中有24人為飛行員。由於艦體嚴重受損，奧里斯卡尼號即時終止巡航，在28日進入蘇比克灣作緊急維修。11月2日，奧里斯卡尼號離開蘇比克灣，在16日抵達聖地牙哥，最後於23日進入三藩市海軍船廠維修。
是次大火揭露了美軍航空母艦執勤的多項問題。按照指引，水兵在搬運武器時，應有高級士官從旁監督；但由於航空母艦執勤人手嚴重短缺，使兩名水兵一直無人監管；同時，航空母艦每日的攻擊任務甚多，使艦體攜帶的武裝遠超設計標準，飛行員在橫越通道時甚至要跨過多枚炸彈，一旦發生火災，便一發不可收拾；最後，按艦長約翰·亞羅比諾（John H. Iarrobino）上校的後續調查，鎂質照明彈的設計本身存有缺陷，更曾多次在航空母艦意外起火，只因意外全部發生在飛行甲板，才未有引起關注。軍事法庭起初未有調查起火原因，便草率控告兩名水兵44項謀殺罪，後來又將責任推卸到亞羅比諾及數名士官身上。最終所有指控雖均未有成立，而艦長亞羅比諾亦僅受到無懲罰性的警告；卻自此受到排擠，一直無法晉升少將，直到退役。事後海軍下令重新設計照明彈，並將所有舊款照明彈銷毀。

### 第五階段滾雷行動

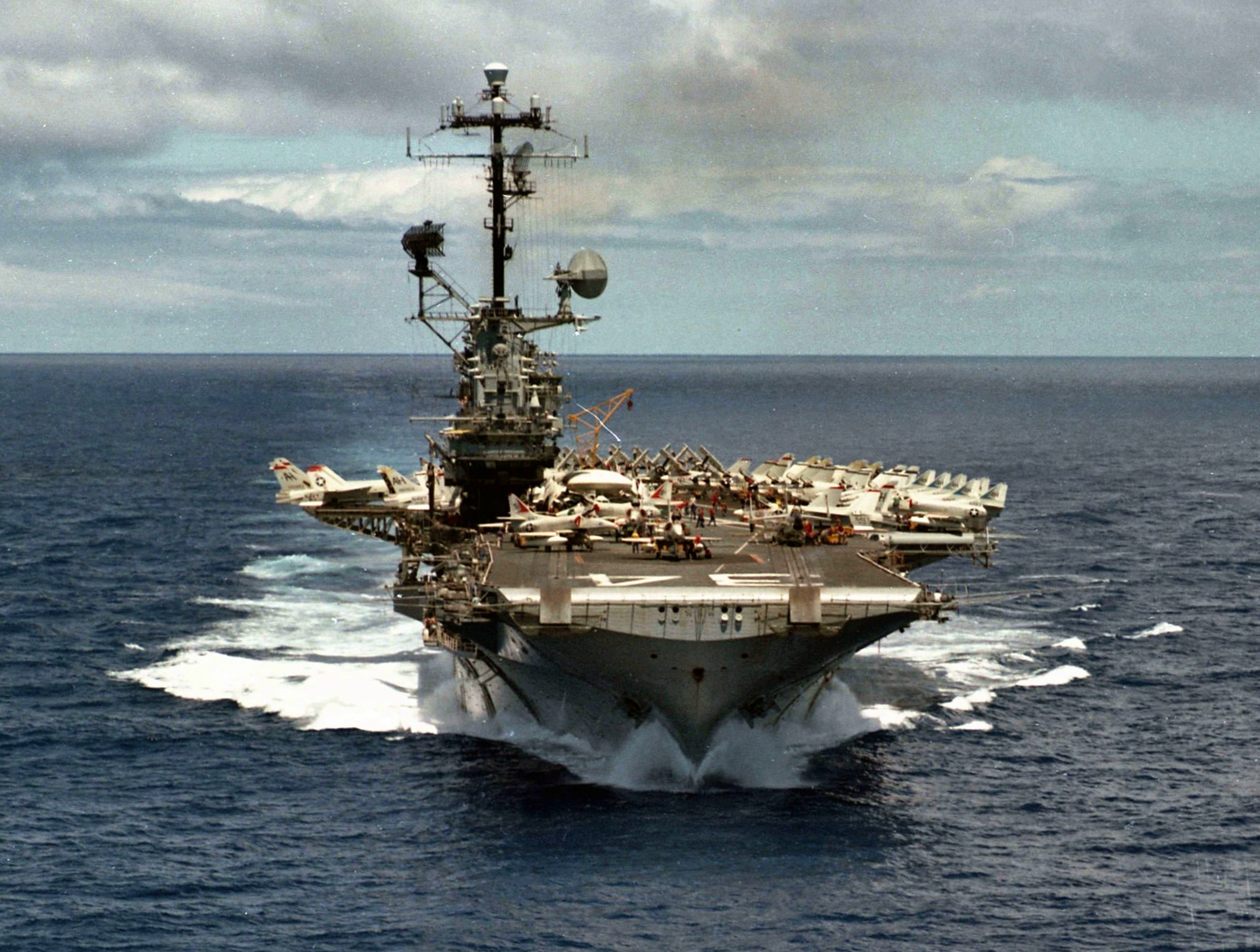
1967年6月23日，完成維修的奧里斯卡尼號前往西太平洋，再次參與越戰。

1967年3月23日，奧里斯卡尼號完成維修，並到近岸試航訓練。6月16日，奧里斯卡尼號離開阿拉米達，途經珍珠港及菲律賓，在7月14日開始在洋基站作戰。
此時美軍的切斷補給行動漸達頂峰。奧里斯卡尼號開始派出飛機，切斷北越各地的鐵路及公路橋樑，同時空襲河內部分工業及港口設施。然而，北越的防空火力比往年更為強勁；14日到25日之間，奧里斯卡尼號已有九架飛機被防空炮及飛彈擊落。29日福萊斯特號意外起火，造成134人死亡，161人受傷，奧里斯卡尼號亦有從旁協助救援。8月7日奧里斯卡尼號前往蘇比克灣休整，於9日抵達。
8月18日，奧里斯卡尼號返回洋基站作戰，繼續轟炸北越補給線。21日，奧里斯卡尼號與無畏號及星座號發動聯合攻擊；無畏號先派出兩波飛機攻擊錦普鎮的港口，然後派另一波飛機攻擊河內外圍的軍事補給點及鐵路設施；星座號空襲了白馬市機場；而奧里斯卡尼號則空襲河內的火力發電廠。但不久華府在河內市中心重新設下禁止攻擊區，並維期兩個月，使奧里斯卡尼號等無法空襲該處的重要設施。海軍為此訂立另一套攻擊計畫，改為集中切斷海防市外圍的所有通道，以孤立該港口城市，並以此為據，要求華府批准海軍及空軍攻擊更多目標。31日，奧里斯卡尼號與其他航空母艦一同派出混編機隊，開始攻擊海防所有的對外橋樑，並在水道佈置水雷。9月15日奧里斯卡尼號前往橫須賀休整，在19日抵達。
10月5日，奧里斯卡尼號返回洋基站，繼續執勤。早前孤立海防的行動漸見成效，市內的防空炮及飛彈的彈藥更開始用盡，迫使北越改為依賴蘇聯貨船從海路運輸補給。不過，10月中北越遭到颱風吹襲，帶來惡劣天氣，令美軍飛機出擊數大減，而北越則乘機在數日內徹底完成補給。12日奧里斯卡尼號再與無畏號作聯合攻擊，空襲了海防市多處的港口及船廠設施；這也是美軍首次獲准攻擊該等目標。稍後奧里斯卡尼號等持續空襲北越的補給路線。不過，北越的防空火網令奧里斯卡尼號損失慘重；整個10月，奧里斯卡尼號一共有九架飛機被擊落，包括時為海軍少校的約翰·麥凱恩。11月2日奧里斯卡尼號再次前往橫須賀休整，在6日抵達。
11月20日，奧里斯卡尼號返回越南作戰。此時美軍獲准攻擊海防市更多的港口及船廠設施，但北越天氣再次轉差，使艦隊的出擊數大減，只能派A-6攻擊機作有限度攻擊。12月初北越天氣好轉，奧里斯卡尼號的機隊再次空襲海防附近的多處目標，繼續切斷北越補給線，更在14日擊落一架米格-17。然而當日天氣再次轉差，艦隊的出擊數再次大減；與此同時，蘇聯的偵察漁船Gidrofin號更連續數日干擾航空母艦執勤，刻意駛入編隊航線，更多次阻擋奧里斯卡尼號及遊騎兵號。艦隊最後要派拖船以艦體將之撞走。奧里斯卡尼號在16日離開越南，先後到蘇比克灣及香港休假。
12月31日，奧里斯卡尼號再次返抵洋基站執勤。由於天氣持續惡劣，再加上詹森在聖誕節再次終止滾雷行動，試圖拉攏北越返回談判桌；奧里斯卡尼號的出擊數繼續減少，僅執行少量橫滾行動攻擊。1968年1月11日，奧里斯卡尼號離開越南，途經蘇比克灣，在31日返抵阿拉米達；其時剛好為春節攻勢發動第二日。是次巡航，艦上的第16航空團一共有29架飛機被擊落，另外十架因意外墜毀；總共有20名機師死亡，九人被俘。此一單次巡航的戰損紀錄，為美國航空母艦在越戰之最。

### 越南化時期的三次巡航

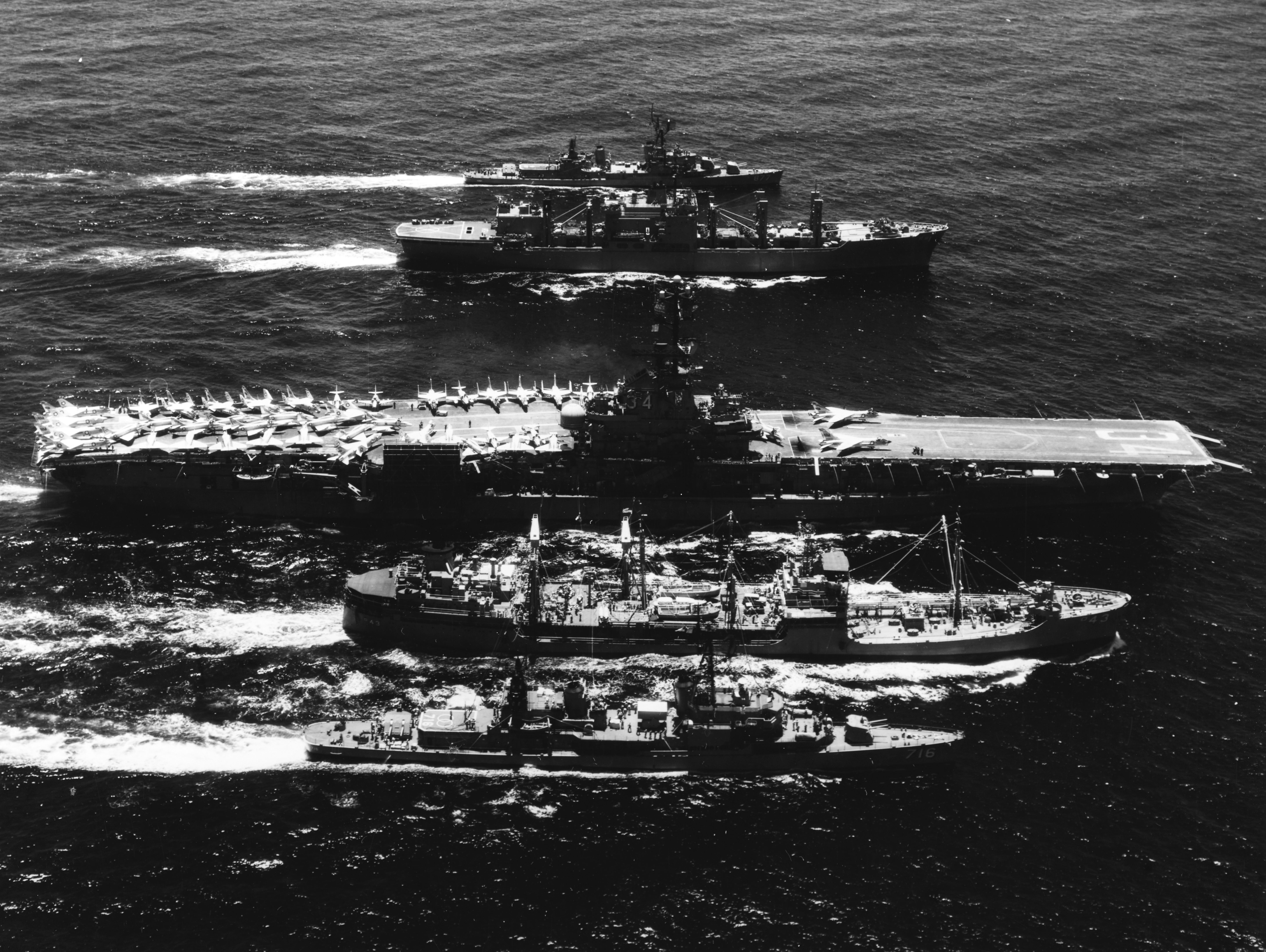
1969年5月，奧里斯卡尼號正在南中國海補給。其時春節攻勢已經結束，美國開始推行越南化政策，逐步撤軍，使奧里斯卡尼號的出擊數大幅減少。在此段相對和平的時間，奧里斯卡尼號一共進行了三次西太平洋巡航，並將飛機出勤焦點轉移至老撾的胡志明小道，直到1972年復活節攻勢為止。

返國後奧里斯卡尼號進入三藩市海軍船廠大修，直到10月完成為止。接著奧里斯卡尼號留在近岸訓練，並換上第19航空團。1969年4月16日，奧里斯卡尼號離開阿拉米達，途經珍珠港及蘇比克灣，於5月16日開始在洋基站執勤。
此時春節攻勢早已結束；詹森在上年4月禁止美軍攻擊北緯19度以北的所有北越目標；而新任美國總統李察·尼克遜又宣佈推行越南化政策，逐步撤走美軍，並將防務轉交南越軍隊負責。在此背景下，奧里斯卡尼號的出擊數大減，並轉為執行橫滾及鋼虎行動，將目標轉移到老撾的胡志明小道。執勤期間，奧里斯卡尼號曾到佐世保、橫須賀及香港休整，在9月12日暫時離開越南，轉為朝鮮半島外海戒備。10月8日奧里斯卡尼號回到越南外海執勤，最終在11月4日離開蘇比克灣，於17日返抵阿拉米達。
返國後奧里斯卡尼號再進入三藩市海軍船廠維修，然後留在近岸訓練，並首次搭載A-7海盜二式攻擊機。1970年5月14日，奧里斯卡尼號離開阿拉米達，再次前往越南，並在6月14日開始在洋基站執勤。
與上次巡航相若，奧里斯卡尼號繼續派飛機攻擊北越境外的胡志明小道補給線，亦有派飛機到北越進行攝影偵察；此等偵察出擊亦稱為藍樹偵察任務（Blue Tree reconnaissance missions）。與此同時，海軍亦開始削減洋基站的航空母艦執勤數量；到美利堅號及香格里拉號分別於11月5日及8日離開後，奧里斯卡尼號更成為洋基站僅有的一艘航空母艦，直到20日及21日遊騎兵號及漢考克號加入為止。22日，奧里斯卡尼號等艦聯同空軍，派飛機轟炸河西省山西市社的多處地方，以分散北越注意力；而陸軍則由泰國派出特遣部隊，登陸該處的戰俘營，以拯救被囚美軍。然而當美軍抵達該處時，才發現戰俘早在數日前轉移到另一地方，行動一無所獲。為分散北越注意力，下午海軍及空軍改為大幅轟炸非軍事區附近的防空飛彈陣地，以及補給設施。任務結束後，奧里斯卡尼號離開洋基站，途經珍珠港，於12月10日返抵阿拉米達。
返國後奧里斯卡尼號如常進入船廠維修，然後留在近岸訓練。1971年5月14日，奧里斯卡尼號離開阿拉米達，再次前往越南，並在6月16日開始在洋基站執勤。與上次巡航相若，奧里斯卡尼號繼續派飛機空襲老撾的胡志明小道，同時偵察北越各地；並且在遭到攻擊的前提下，轟炸地面的防空飛彈陣地。巡航期間，奧里斯卡尼號曾到日本及菲律賓海演習，並且到訪橫須賀、蘇比克灣、香港及新加坡，在12月18日返抵阿拉米達。

### 復活節攻勢及戰爭結束

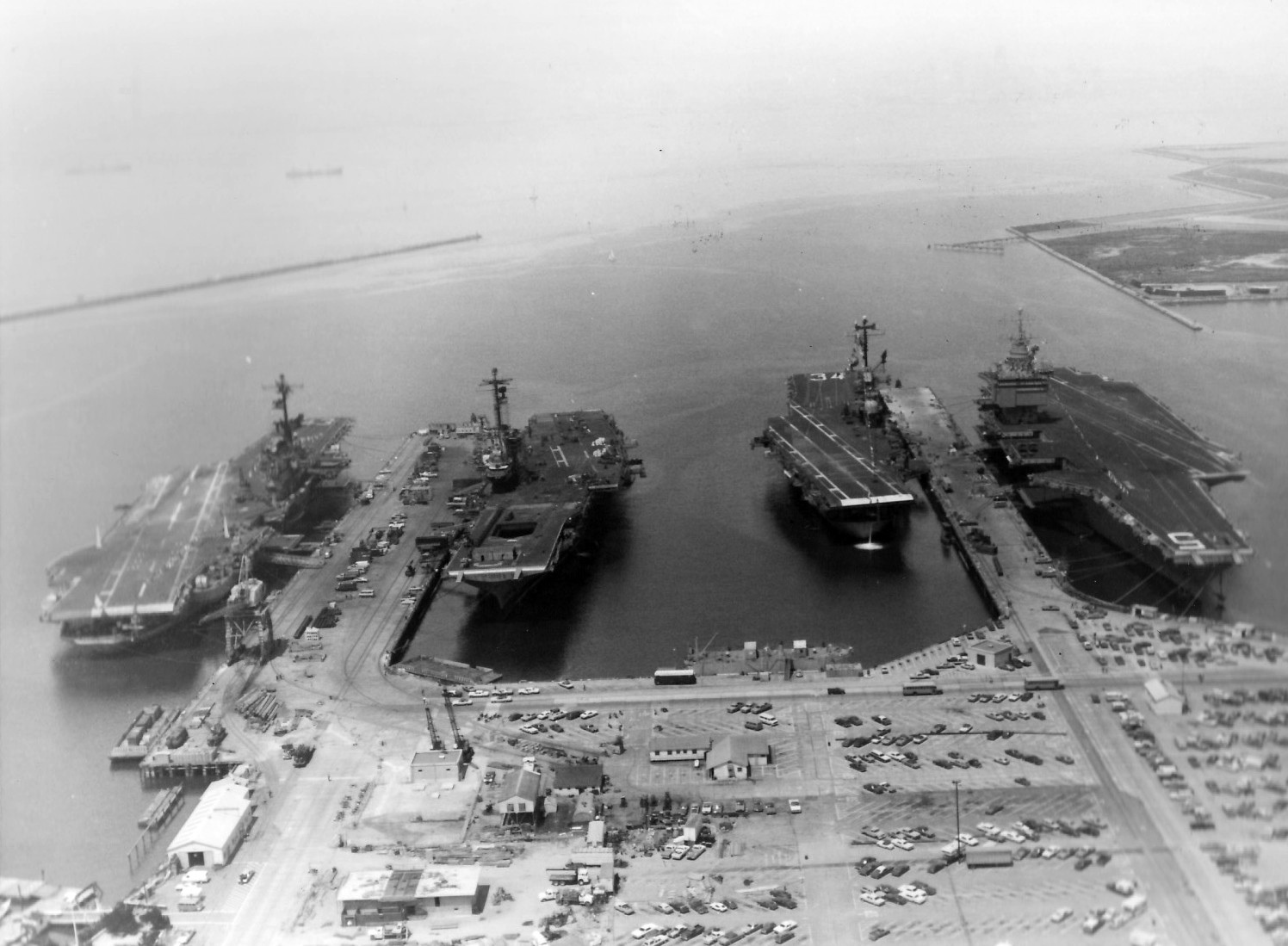
1974年美國獨立日，四艘美國航空母艦停泊於阿拉米達待命。最左面為中途島級的珊瑚海號；最右為全球第一艘核動力航空母艦企業號。兩艦不論在性能或體型，均將中間的兩艘艾塞克斯級－－漢考克號（左）及奧里斯卡尼號（右）比下去。兩年以後，奧里斯卡尼號從海軍退役。

返國後奧里斯卡尼號再次進入船廠維修，然後在近岸訓練。1972年6月5日，奧里斯卡尼號離開阿拉米達，途經珍珠港及關島，在21日抵達蘇比克灣。24日奧里斯卡尼號前往洋基站，卻在28日意外與補給艦相撞，使右舷升降台受損失靈。奧里斯卡尼號未有返回維修，在次日開始在洋基站執勤，並接替即將返國的珊瑚海號。
數個月前北越發動復活節攻勢，再次大舉攻擊南越；美軍為此先展開自由快車行動（Operation Freedom Train），再於5月將之升級為第一階段後衛行動（Operation Linebacker I），大舉轟炸北越多處的工業設施，並且切斷其陸路及水路補給線，同時為南越地面軍隊提供密接支援。奧里斯卡尼號隨即聯同漢考克號、小鷹號、中途島號、珊瑚海號及薩拉托加號等航空母艦，派飛機大舉攻擊，同時增加夜間空襲次數。到6月底，北越在南越的攻勢已開始瓦解。7月21日，奧里斯卡尼號一軸螺旋槳及艦舵意外斷裂，被迫在次日離開洋基站，於28日進入橫須賀海軍船塢維修。
8月15日，奧里斯卡尼號返回洋基站執勤，繼續進行空襲，並為非軍事區一帶的南越軍隊提供空中密接支援。由於北越攻勢繼續潰散，艦隊稍為減少派飛機到南越執勤，轉而加倍攻擊北越地區。整個8月，海軍一共派出了4,819架次飛機到北越執勤。9月1日奧里斯卡尼號前往蘇比克灣休整，於次日抵達。
9月11日，奧里斯卡尼號恢復作戰，並如常轟炸北越的補給線及各處工業設施，在27日再次到蘇比克灣休整。
10月8日，奧里斯卡尼號再次返回洋基站作戰。尼克遜政府為拉攏北越重返談判桌，在24日宣佈停止第一階段後衛行動，中止北緯20度以北的所有轟炸七日，以釋出善意；這使海軍改為集中攻擊北緯20度以南的北越補給點。同日奧里斯卡尼號再有一軸螺旋槳意外斷裂，在31日前往橫須賀維修，於11月4日抵達。
11月20日，奧里斯卡尼號完成維修，在23日在洋基站繼續作戰；艦隊主要任務仍舊為攻擊北緯20度以南的北越補給點。由於北越與美國的談判破裂，尼克遜在12月18日宣布開始第二階段後衛行動，加倍空襲北越，更大幅增派B-52轟炸機，連日轟炸河內及海防市內多處受嚴密防禦的據點。不過奧里斯卡尼號在當日剛好離開越南，在次日進入蘇比克灣休整。
12月27日，奧里斯卡尼號返回洋基站，開始參與後衛行動的轟炸任務；但由於北越願意與美國恢復和談，尼克遜在30日下令停止後衛行動，並在1973年1月3日正式終止對北緯20度以北的所有轟炸。奧里斯卡尼號改為派飛機攻擊北緯20度以南的北越補給點，同時派飛機到北越作藍樹偵察任務。15日美國停止對北越所有的攻擊行動，而27日巴黎和平協約終於簽訂。1月30日奧里斯卡尼號前往蘇比克灣休整，在2月2日抵達。
2月8日，奧里斯卡尼號返回洋基站執勤。由於美國已與北越停火，艦隊改為派飛機到老撾及柬埔寨，空襲該處的共產黨游擊隊。但到2月21日，美國亦終止在老撾的所有軍事行動。奧里斯卡尼號在越南外海戒備數日，在3月5日離開越南，途經蘇比克灣及珍珠港，於30日返抵阿拉米達。
返國後奧里斯卡尼號留在近岸訓練。10月18日，奧里斯卡尼號再次前往西太平洋。由於美國已抽身越戰，故此奧里斯卡尼號未有參與戰鬥。接著奧里斯卡尼號橫過馬六甲海峽，並在印度洋與漢考克號稍作演習。稍後漢考克號返回南中國海，而奧里斯卡尼號繼續在印度洋巡航，並在蒙巴薩作聖誕休假。1974年1月奧里斯卡尼號回到西太平洋，並在菲律賓近海訓練演習，於6月5日返抵阿拉米達。
8月奧里斯卡尼號進入長灘海軍船廠維修。維修在1975年4月9日完成後，奧里斯卡尼號留在近岸訓練，並在6月30日重編為多用途航空母艦，舷號改為CV-34。
9月16日，奧里斯卡尼號離開阿拉米達，最後一次離港巡航；這同時是艾塞克斯級航空母艦的最後一次遠洋巡航。其時越戰已經結束，奧里斯卡尼號留在南中國海及菲律賓近海訓練演習，並曾到訪香港及蘇比克灣，於1976年6月5日返抵阿拉米達，預備退役。

## 退役、人工魚礁與榮譽

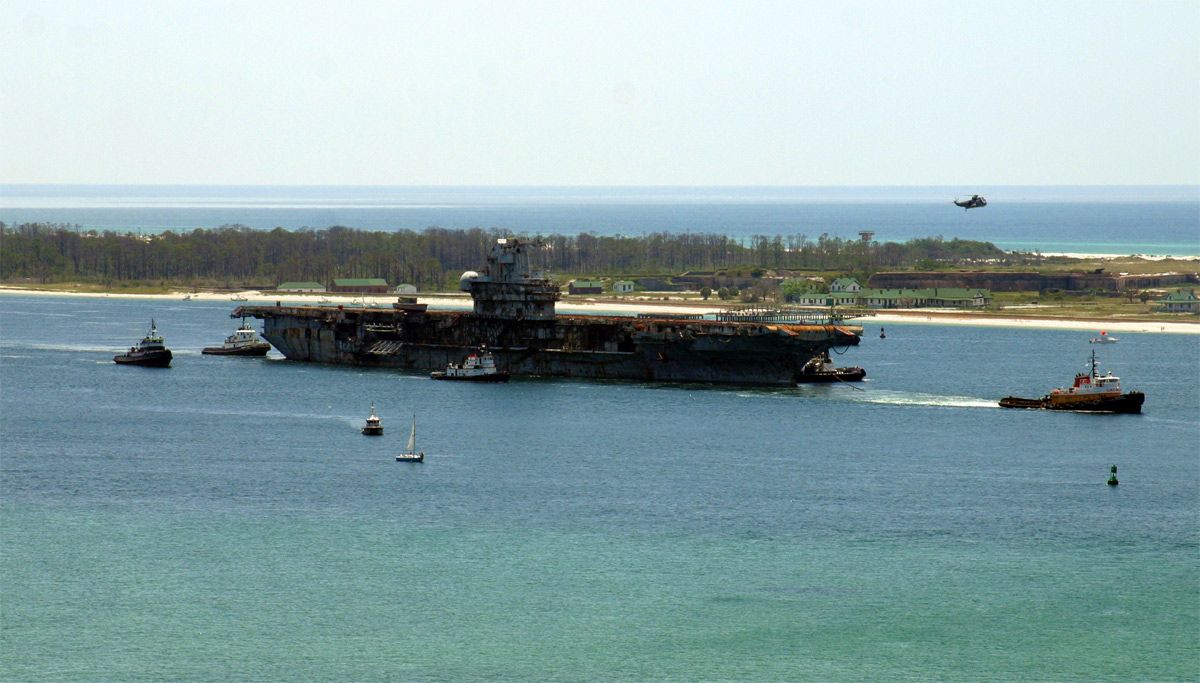
2006年5月15日，奧里斯卡尼號由拖船拖往彭薩科拉外海，預備鑿沉為人工魚礁。退役後奧里斯卡尼號既缺乏保養，又曾遭拆船廠作局部清拆，使整個艦體出現多處鐵鏽，並有多個破洞。為妥善監控艦體入水及下沉過程，海軍人員在艦體四周另外鑿穿多個空洞，並將爆炸控制裝置置於一艘白色小艇；白色小艇則放於艦體後方。這使該等電子裝備不會隨艦體沉沒，進而污染海洋環境。

1976年9月20日，奧里斯卡尼號退役，並由拖船拖往普吉灣封存。為節省成本，海軍未有為奧里斯卡尼號作退役前翻修，更沒有派船廠員工協助封存，全由艦上水兵負責。由於封存措施不善，奧里斯卡尼號僅在封存半年後，艦體多處便開始出現鏽蝕；數年後更開始滲水。
1981年，朗奴·列根當選新任美國總統，並提出「六百艦隊」（600-ship Navy）計畫，大規模擴充海軍，以壓抑蘇聯。其時列根打算維持海軍有15艘現役航空母艦；但因中途島號及珊瑚海號的翻新須時，而羅斯福號才開始建造不久，無法滿足需求。故此列根將目光轉到封存的艾塞克斯級航空母艦，並遊說國會，要求撥款復修奧里斯卡尼號及好人理查號。
不過，當海軍部長約翰·雷曼（John Lehman）到布雷默頓考察奧里斯卡尼號時，卻發現艦體狀況極為「可怕」（Horror）。在封存五年後，奧里斯卡尼號的木質甲板已經扭曲不平，更長上了兩呎長的草堆；而礙於艦體及其設施所限，奧里斯卡尼號又無法起降F-4戰鬥機及A-6攻擊機，更加不可能操作F-14戰鬥機及F-18戰鬥機；再加上每艘艾塞克斯級的復修費用超過五億美金（500,000,000），使復修計畫顯得不切實際。國會最終否決提案，而奧里斯卡尼號則繼續封存。
隨著林肯號及華盛頓號分別在1989年及1990年下水，奧里斯卡尼號已再無保留價值。1989年7月25日，奧里斯卡尼號除籍，並預備出售拆解。起初海軍曾有計畫將奧里斯卡尼號出售到日本作博物館艦，但最終因故作罷。1995年9月29日，海軍將奧里斯卡尼號出售，並拖行到加利福尼亞州瓦列霍等待拆解。
數年過去，由於拆船公司的拆解緩慢，違反合約，海軍在1997年7月30日重新接管奧里斯卡尼號，並中止拆解合約。稍後海軍將破棄的奧里斯卡尼號拖行到德克薩斯州博蒙特停放。由於奧里斯卡尼號早已無法通過巴拿馬運河，拖船要繞道合恩角，並在1999年8月抵達。這也是奧里斯卡尼號自1952年後首次回到美國東岸。
2003年，海軍決定將奧里斯卡尼號用作人工魚礁，並將其拖行至彭薩科拉待命。起初奧里斯卡尼號預訂在2004年於彭薩科拉外海炸沉，但因美國國家環境保護局要先評估艦體對海洋環境造成的污染，而要有所延遲。2006年5月15日，奧里斯卡尼號由拖船拖到彭薩科拉24英里（39）外海，並於17日以C4炸藥鑿沉，最後準確地落在預定的海床上。
稍後奧里斯卡尼號對外開放，成為熱門潛水地點。起初奧里斯卡尼號的艦底位處水深210呎；飛行甲板位處135呎；艦島則在70呎，以方便潛水員按裝備及訓練而調整潛水目的地。2008年9月颶風古斯塔夫吹襲美國期間，其風暴潮令艦體稍為向右舷傾側下沉，使潛水員要比以往接受更多訓練，方可安全地進行水肺潛水。2009年，熱帶風暴艾達（Tropical Storm Ida）吹襲美國後，使奧里斯卡尼號的艦島一處穿洞。不過此一破壞既未有影響潛水員安全，反而方便潛水員及海洋生物進入艦內。

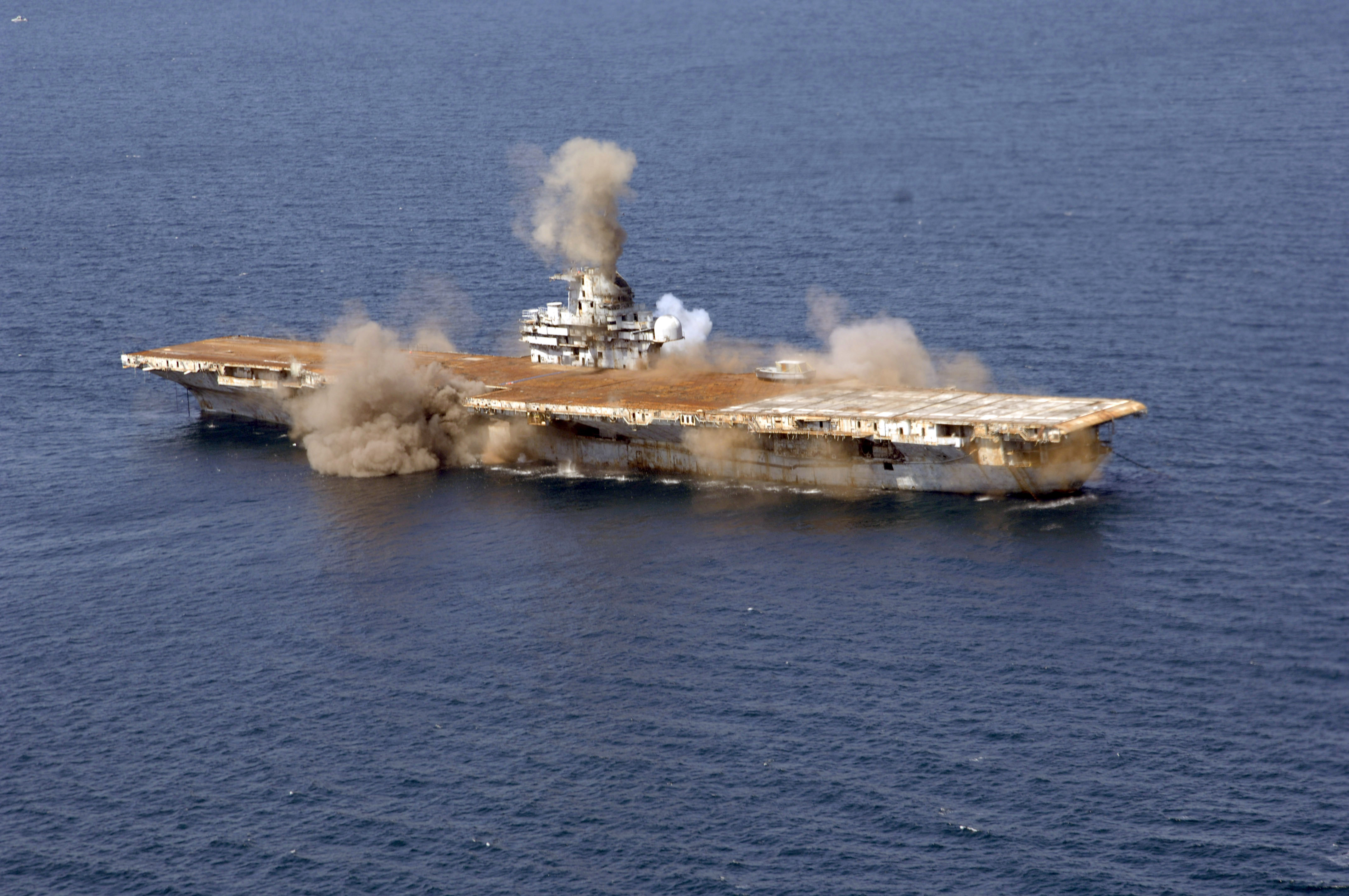
2006年5月17日，奧里斯卡尼號艦內的炸藥引爆，艦體開始入水。
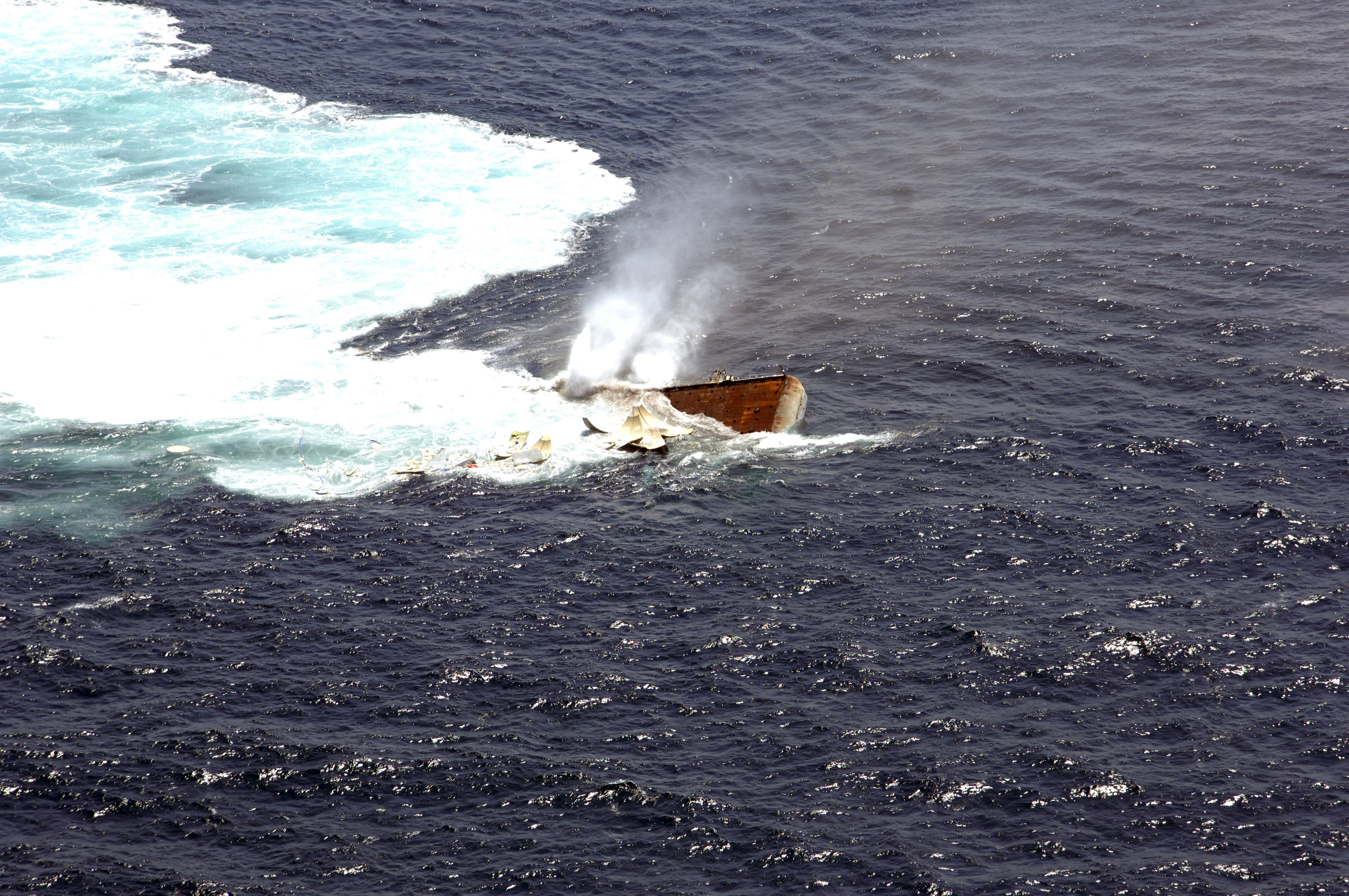
爆炸37分鐘後，奧里斯卡尼號即將沒頂。
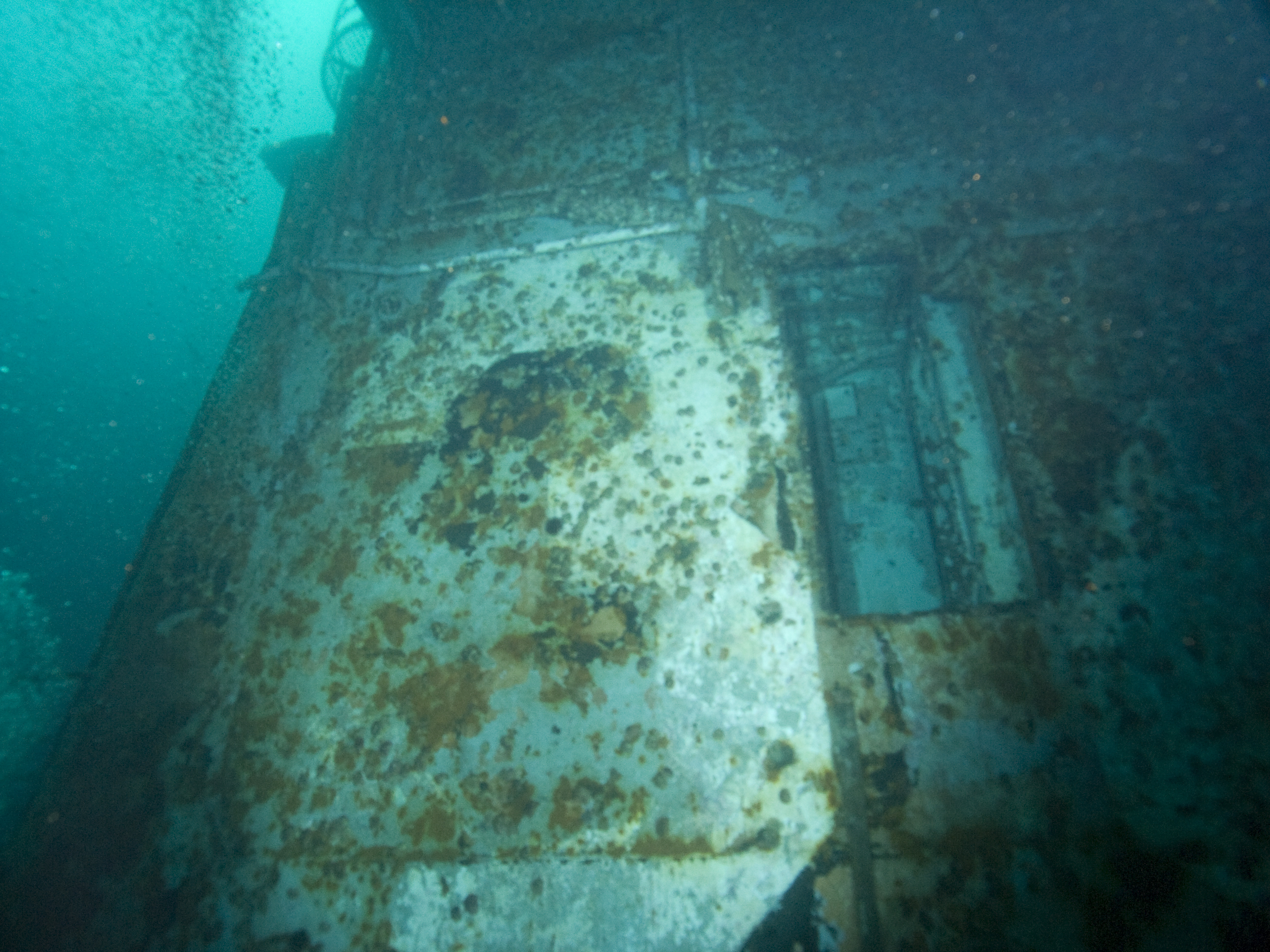
2008年7月29日，潛水員正在奧里斯卡尼號的艦島。相片隱約可見艦島的舷號34字樣，上面有多枚蜆殼及海膽；但同年9月颶風艾克吹襲美國後，潛水員發現舷號字樣上的海洋生物被全部沖走。墨西哥灣每年的風暴，均會對奧里斯卡尼號魚礁造成不同程度的影響。

奧里斯卡尼號三次獲頒海軍部隊嘉許勳表及海軍部隊嘉許獎；在韓戰獲得兩枚戰鬥之星；在越戰則獲得十枚。全部榮譽見下表：
| Bronze star · Bronze star |                           |                           |             |
| Bronze star · Bronze star |                           |                           | Bronze star |
| Bronze star · Bronze star | Bronze star · Bronze star | Silver star · Silver star |             |
|                           |                           |                           |             |

| 海軍部隊嘉許勳表： 三次     |                         |                                               |                               |
| 海軍部隊嘉許獎： 三次       | 中國服役獎章： （延長） | 海軍佔領服役獎章： （「歐洲（Europe）」橫扣） | 國防部服役獎章： 兩枚         |
| 韓國服役獎章： 兩枚戰鬥之星 | 武裝部隊遠征獎章： 三枚 | 越南服役獎章： 十枚戰鬥之星                   | 棕櫚葉越南英勇十字部隊嘉許    |
| 大韓民國總統部隊獎          | 聯合國韓國服役獎章      | 越南共和國戰役獎章                            | 六二五事變從軍獎章： （追授） |